# Вчорайше
Вчора́йше — село в Україні, адміністративний центр Вчорайшенської сільської територіальної громади Бердичівського району Житомирської області. Чисельність населення становить 1 308 осіб (2001). У 1925—1931 та 1935—1957 роках — районний центр, у 1923—2018 роках — адміністративний центр колишньої однойменної сільської ради.

## Загальна інформація
Розташовується на річці Постіл, за 18 км північно-західніше Ружина та за 9 км від залізничної станції Чорнорудка.

## Населення
У 1863 році чисельність населення (за Похилевичем) становила 2 446 осіб, з них 1 568 православних, 4 розкольники, 46 римокатоликів, 828 євреїв. За довідником 1885 року в містечку мешкало 1 264 особи, налічувалося 213 дворових господарства.
У другій половині 19 століття у містечку налічувалося 2 507 мешканців, наприкінці 19 століття — 3 201 особа, з них 1 592 чоловіків та 1 610 жінок, дворів — 457.
Відповідно до результатів перепису населення Російської імперії 1897 року, загальна кількість мешканців становила 3 324 особи, з них православних — 2 152, юдеїв — 1 108, чоловіків — 1 675, жінок — 1 649.
Відповідно до перепису населення СРСР 17 грудня 1926 року, чисельність населення становила 3 777 осіб, з них 1 839 чоловіків та 1 938 жінок; за національністю: українців — 2 614, росіян — 19, євреїв — 1 072, поляків — 50, інших — 22. Кількість господарств — 933, з них несільського типу — 281.
За даними перепису населення СРСР 1939 року чисельність населення становила 3 826 осіб, з них українців — 3 101, росіян — 128, німців — 7, євреїв — 494, поляків — 55, інших — 41.
На початок 1970-х років село мало 696 дворів із населенням 1 953 особи.
Відповідно до результатів перепису населення СРСР, кількість населення станом на 12 січня 1989 року становила 1 593 особи. Станом на 5 грудня 2001 року, відповідно до перепису населення України, кількість мешканців села становила 1 308 осіб.

### Мова
Розподіл населення за рідною мовою за даними перепису 2001 року:
| Мова            | Кількість | Відсоток |
| --------------- | --------- | -------- |
| українська      | 1279      | 97.78%   |
| російська       | 23        | 1.76%    |
| білоруська      | 2         | 0.15%    |
| польська        | 1         | 0.08%    |
| інші/не вказали | 3         | 0.23%    |
| Усього          | 1308      | 100%     |

## Назва
За переказами мешканців, у давнину поселення називалося Китайгород, скоріше Скитайгород, походження та значення якого незрозуміле, але має певний зв'язок зі словом «скитаться» — бродити, волочитися. Китайгородами в давнину називали поселення, які починалися від таборів волоцюг. Кочові покоління, які в давні часи бродили Україною, залишили на ній сліди у вигляді своїх лігв, тобто китайгородів, що були їх таборищами, огородженими ровами та валами. Поселень з такою назвою було безліч; налічувалося кілька їх і в Київській губернії — у Липовецькому й Чигиринському повітах, Китаївська пустеля під Києвом, зі стародавнім городищем. Поселення такого типу мали певні обмеження, поза якими зустрічалися інші значення селищ, наприклад гощі. За легендою на древньому урочищі Китайгород виросло поселення із сучасною назвою. У другій половині 16 століття село Китайгород, якщо воно колись існувало, вже називалося Вчорайшим, що доводить мапа маршруту коронного гетьмана Язловецького 1571 року, коли він йшов з військом на татар і проходив, у тому числі, через місце, зазначене як Вчорайше.
Також жителі розповідали, що в цьому місці місцеві селяни чи козаки помстилися полякам, взявши приступом замок, вирізали до душі польський гарнізон за «вчерайшее» («вчорашнє»), тобто подія, що відбулася напередодні у місцевості Ягнятин, де поляки вирізали козаків, як «ягнят». Звідси пішли назви — Вчорайше та Ягнятин.

## Історія

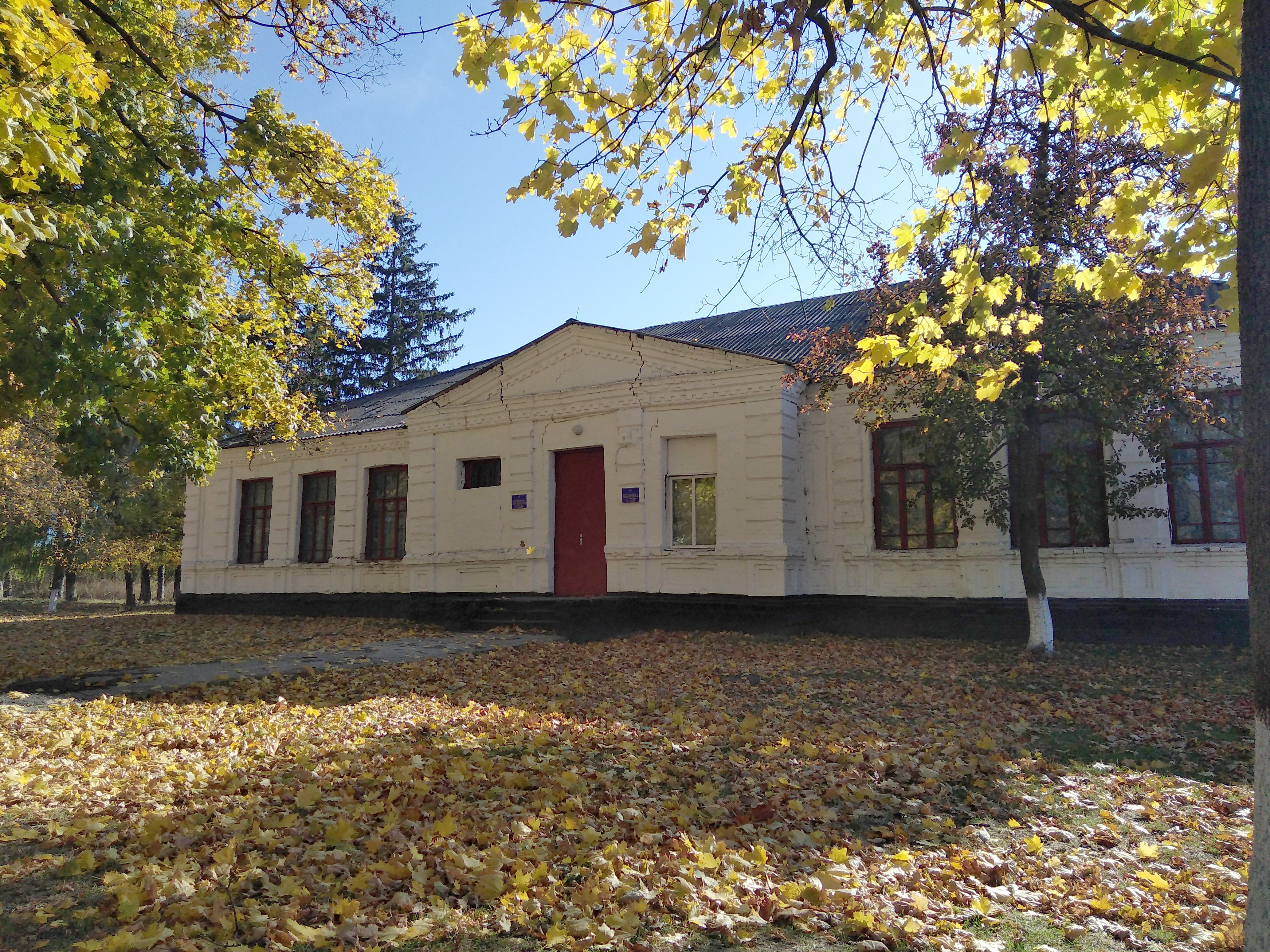
Будинок культури та бібліотека Вчорайшого

На території та околицях села знайдено крем'яні знаряддя праці доби неоліту, виявлено залишки давньоруського городища, розкопано курганний могильник. Володимир Антонович відносив кургани у Вчорайшому до древлянських.
Час заснування невідомий. У «Люстрації Київської землі» за 1471 рік згадується село Вчерашнєє, у якому сидить отаман. Населений пункт згадується у книзі «Herby Rycerstwa Polskiego» польського геральдика та історика Бартоломія Папроцького, виданій у 1584 році.
Село віддавна, може навіть від початку існування, входило до обшару розлеглої паволоцької власности і, в її складі, починаючи від Остафія Дашкевича, Олізарів, належало до Ружинського ключа князів Ружинських, Замойських, Конецпольських, нарешті Валевських. Багато лиха цим добрам принесли козацькі війни. Після так званої «руїни» поселення, як і вся околиця, опустіло. В акті від 1683 року згадується, що у містечку Вчорайшому та навколишніх селах Чорнорудка, Ярославка, Оранщизна, Попільня, Бігалівка, Гарапанівка не було жодної халупи та жодного чоловіка. Це ж підтверджував і великоруський мандрівник Іван Лук'янов, котрий проїжджав у цих місцях 20 років по «руїні». Аж після занепаду Козаччини на правобережжі Дніпра поміщики почали повертатися до своїх маєтків та заселяти спустілі поселення новою людністю, котру звозили звідусіль. З початку XVIII століття належало до Любомирських, які заопікувалися впорядкуванням повернутих маєтків та їх залюдненню. У 1727 році у Вчорайшому вже налічувалося 85 дворів, у Чорнорудці — 10. Тоді ж збудовано нову церкву. Згадується у люстрації Київського воєводства 1754 року, село Ружинського ключа Любомирських, які сплачували подимне зі 120 дворів. Від Станіслава Любомирського вже впорядковане та залюднене містечко у 1770 році купив Ільницький, котрий продав це поселення в 1794 році Касперу Івановському. Івановський домігся прав містечка в 1818 році і з цього часу тут почали селитися євреї. Пізніше перейшло до сина Каспера — Діонізія, а потім до його доньки.
У середині 19 століття — містечко Сквирського повіту Київської губернії. Розміщувалося на струмку Постолі або Верховенці, притоці Роставиці, за 5 верст західніше Шпичинець. Землі в маєтку числилося 3 500 десятин, за відомостями казенної палати — 2999 десятин. Власність поміщиці Діонізії, дружини Дарія Понятовського, доньки Діонізія Івановського. Містечко примітне в повіті зразковим господарським упорядкуванням та родючістю ґрунтів: дороги та вулиці обсаджені потрійними рядами тополь, на полях гарні врожаї дає озима пшениця, жито, овес та ячмінь, який переробляли у місцевій пивоварні, що належала євреям. Містечко мало шпиталь на 72 ліжка, де лікували лише євреїв. Парафіяльну дерев'яну церкву збудували у 1772 році за кошти вірян, на місці колишньої, 1727 року будови. При церкві було землі з хутором 71 десятина. Був також кам'яний парафіяльний костел, незважаючи на нечисельну громаду римокатоликів. Збудований у 1822 році за кошти Каспера Івановського, хоча дозвіл на будівництво видано лише у 1842 році. Католицька парафія входила до Сквирського деканату, налічувала 851 вірянина; до парафії належали села Шпичинці, Низгурці та Чорнорудка. На березі струмка збереглися ворота древнього замку. Його залишки складалися із земляного валу з ровом, що оточував простір в 100 сажнів довжини й ширини з могилами або насипами замість башт. За переказами місцевих жителів та ознаками заселення очевидно, що містечко було дуже давнім, про що свідчили монастирище біля Кулішевського яру, замчище зі 120 могилами, древні кам'яні хрести на древньому цвинтарі далеко за межами поселення (ці хрести зібрали й поклали у підмурівок церкви). У полі за єврейським цвинтарем виорювалися цеглини та каміння — залишки будівель.
За довідником 1885 року — колишнє власницьке містечко Вчорайшенської волості Сквирського повіту Київської губернії. Лежало біля річки Постіл, за 40 верст від Сквири. Були волосне правління, церковна парафія, костел, єврейський молитовний дім, школа, 2 заїзди, 15 лавок, водяний млин, винокурня. Що два тижні проходили ярмарки.
Наприкінці 19 століття — містечко Бровківської волості (2 стану) Сквирського повіту Київської губернії. Лежало на річці Постіл (Верховенка), притоці Роставиці, при сквирсько-бердичівському тракті, висунуте в український степ. Відстань до повітового центру, м. Сквира — 40 верст, до найближчої залізничної станції Бровки, де розміщувалася також телеграфна станція — 7 верст, до поштової казенної станції у Попільні — 20 верст, до поштової земської станції в Ярешках — 6 верст. Основним заняттям мешканців було хліборобство, крім того селяни підробляли у Херсонській і Бессарабську губерніях та містах Києві й Одесі. У селі числилося 3 533 десятини землі, з яких 1 835 десятин належало поміщикам, 1 611 десятин — селянам, 77 десятин — церкві. Село належало Ернестині Меленівській із Жевуських, яка успадкувала Вчорайше від своєї бездітної тітки Діонізії та Миколі Терещенку. Господарство у маєтках вели управителі: Меленівської — С. Радзиховський, Терещенка — М. Голубчиков. Господарювали за трипільною сівозміною. В селі були православна церква, римсько-католицький костел, єврейська синагога, церковно-парафіяльна школа, аптека, лікар, 2 заїзди, 4 кузні, 2 водяні млини. Пожежна команда складалася з насоса, 4 бочок і 2 багрів.
У 1923 році увійшло до складу новоствореної Вчорайшенської сільської ради, яка 7 березня 1923 року увійшла до складу новоутвореного Бровківського району Бердичівської округи; адміністративний центр ради. 27 березня 1925 року, відповідно до постанови ВУЦВК та РНК УСРР «По зміни в адміністраційно-територіальному поділі Київщини і Поділля», центр Бровківського району перенесено до містечка Вчорайше з перейменуванням району на Вчорайшенський. Відстань до окружного центру в Бердичеві становила 40 верст, до найближчої залізничної станції Чорнорудка — 7 верст. 5 лютого 1931 року Вчорайшенський район ліквідовано, село передане до складу Ружинського району Української СРР. 13 лютого 1935 року відновлено Вчорайшенський район в складі Київської області з центром у с. Вчорайше.
На фронтах Другої світової війни воювали 400 селян, 143 з них нагороджені орденами й медалями, 202 загинули. На їх честь в селі у 1956 році споруджено два пам'ятники, у 1970 році — обеліск Слави.
В радянські часи в селі розміщувалася центральна садиба колгоспу зерново-тваринницького напрямку, який обробляв 3 430 га угідь, з них 3 068 га ріллі. Була інкубаторна станція. 57 колгоспників відзначено урядовими нагородами, зокрема орденом Леніна нагороджено свинарку П. О. Лисюк. У селі були середня школа, будинок культури, дві бібліотеки, дитяча лікарня, дитячі ясла, відділення зв'язку, харчокомбінат, комбінат побутового обслуговування.
28 листопада 1957 року, відповідно до указу Президії Верховної ради Української РСР «Про укрупнення деяких районів Житомирської області», Вчорайшенський район остаточно ліквідовано, село передане до складу Ружинського району Житомирської області. 30 грудня 1962 року, в складі сільської ради, передане до Попільнянського району Житомирської області, 4 січня 1965 року повернуте до складу відновленого Ружинського району Житомирської області.
31 липня 2018 року включене до складу новоутвореної Вчорайшенської сільської територіальної громади Ружинського району Житомирської області. Від 19 липня 2020 року, разом з громадою, у складі новоствореного Бердичівського району Житомирської області.

## Відомі особи
- Менчиць Володимир Амвросійович (1837—1916) — фольклорист, книгар, культурний діяч, родич Михайла Грушевського.
- Шинкарук Борис Федорович (нар. 1949) — журналіст, видавець, заслужений журналіст України (2001), лавреат ордена «За заслуги» ІІІ ступеня.
- Шинкарук Володимир Федорович (1954—2014) — поет, прозаїк, композитор, бард-виконавець, професор Житомирського державного університету імені Івана Франка.